# The Black Adder
The Black Adder is de eerste serie afleveringen van de Britse sitcom Blackadder, geschreven door Richard Curtis en hoofdrolspeler Rowan Atkinson, geregisseerd door Martin Shardlow en geproduceerd door John Lloyd. De serie werd uitgezonden in 1983 op BBC 1. Curtis en Atkinson ontwikkelden het idee voor een komedieserie in de Middeleeuwen na hun samenwerking in Not the Nine O'Clock News.
De serie speelt tegen het einde van de Engelse middeleeuwen, in een alternatieve geschiedenis waarin Hendrik VII van Engeland de Rozenoorlogen in eerste instantie verliest, waarop Richard Shrewsbury van York dertien jaar regeert als Richard IV. De hoofdpersoon in de serie is koning Richards ongeliefde en onhandige tweede zoon Edmund, the Black Adder.

## Rolverdeling
- Rowan Atkinson als prins Edmund "The Black Adder", de valse maar ook zeer klunzige zoon van Richard IV.
- Tony Robinson als Baldrick, Edmunds pientere rechterhand en vriend.
- Tim McInnerny als Lord Percy, hertog van Northumberland en Edmunds uiterst domme vriend
- Brian Blessed als koning Richard IV, Edmunds strijdlustige vader, die behoorlijk neerkijkt op Edmund.
- Elspet Gray als Gertrude van Vlaanderen, de koningin en Edmunds moeder.
- Robert East als Harry, prins van Wales, de milde oudere broer van Edmund en tevens troonopvolger.
- Patrick Allen deed de voice-over.

## Geschiedenis
Na Not the Nine O'Clock News begonnen Curtis en Atkinson plannen te maken voor een sitcom. Om vergelijkingen met het succesvolle Fawlty Towers te voorkomen besloten ze de serie in het verleden te laten afspelen. Na een proefaflevering werden er door de BBC zes afleveringen besteld. De serie kreeg een opvallend hoog budget, waarop er uitgebreide decors met veel figuranten konden worden gemaakt. Ook werden er bij Alnwick Castle in Northumberland veel buitenopnames gemaakt. De gemonteerde afleveringen werden vervolgens aan een publiek getoond.
De serie was ondanks de uitgebreide vormgeving geen geweldig groot succes. Wel won de serie een Emmy Award in 1983. Een sterk contrast met de vervolgseries is dat Edmund een kluns is en Baldrick een slimmerik, terwijl in latere series Blackadder een sluwe vos werd en Baldrick juist oerstom werd. Ook werden de latere series met minder decors en veel minder gastacteurs opgenomen.

## Leader
In de leader van deze serie worden beelden getoond van Edmund op zijn paard, in combinatie met slapstickscènes waarin hij domme fouten maakt. In de aftiteling wordt een lied over The Black Adder gezongen, waarbij beelden getoond worden van Edmund te paard, maar ook van Edmund die achter zijn paard aan rent, en Edmund die van zijn paard valt. De uitzonderingen hierop zijn de vierde aflevering, waarin enkel het kasteel bij nacht wordt vertoond, en de laatste, waarin de dood van Edmund quasi-plechtig bezongen wordt. De muziek is gecomponeerd door Howard Goodall.
In de aftiteling wordt steeds met een andere volgorde gewerkt. Edmund wordt zodoende elke keer anders genoemd: Edmund, Duke of Edinburgh (afl. 1 en 4) The Laird of Roxburgh, Selkirk and Peebles (afl. 2), Edmund, Archbishop of Canterbury (afl. 3), the Great Grumbledook (afl. 5) en The Flat Adder (afl. 6).

## Afleveringen

### The Foretelling
Uitgezonden op 15 juni 1983

#### Verhaal
In een korte inleiding wordt beweerd dat Hendrik VII een geschiedvervalser was, en dat zijn voorganger Richard III (Peter Cook) in werkelijkheid een aardige man was die goed zorgde voor zijn neefjes: de jongste werd zijn troonopvolger. In 1485 vindt onder leiding van Richard III, Richard van York en zijn zoon Harry de beslissende veldslag plaats. De tweede zoon van hertog Richard, Edmund, verslaapt zich en komt aan tegen de tijd dat de Plantagenets de slag al gewonnen hebben. Koning Richard III, die zijn paard verloren heeft, zoekt een nieuw rijdier en neemt onbedoeld dat van Edmund (die net in de bosjes een plas aan het doen was). Edmund onthoofdt de onbekende dief en ontdekt tot zijn schrik dat hij "ome Richard" gedood heeft. Samen met zijn schildknaap Baldrick en de domme Percy vlucht hij terug naar het kasteel. De Rozenoorlog is gewonnen en Edmunds vader wordt koning. Edmund, nu een prins, geeft Hendrik Tudor de schuld van de moord. Vervolgens noemt hij zichzelf de Zwarte Groente, tot Baldrick hem adviseert hier de Black Adder (Zwarte Adder) van te maken.
Alles lijkt Edmund mee te zitten. Bovendien heeft Percy (tegen Edmunds aanvankelijke wens in) een zwaargewonde ridder gered die beloofd heeft hen te zullen belonen. Die avond echter wordt Emund bezocht door het spook van Richard III. Ook tijdens het banket verschijnt het spook, maar alleen Edmund kan het zien. Als tijdens het banket het portret van Hendrik Tudor wordt binnengebracht herkent Edmund hem als de gewonde man in zijn kamer. De vogel is echter al gevlogen en Edmund zet de achtervolging in. Op zijn tocht ontmoet hij in het bos een drietal heksen, die hem voorspellen dat hij ooit koning zal zijn. Pas als Edmund al weg is beseffen de heksen echter dat niet hij maar de andere ruiter Hendrik Tudor was.

#### Trivia
- Historici zijn het er over het algemeen inderdaad over eens dat Richard III door Hendrik VII gedemoniseerd werd.
- Richard van York was in werkelijkheid geboren in 1473, en had dus in 1485 geen volwassen zoons kunnen hebben.
- Koning Richard III citeert in deze aflevering in feite The Tragedy of Richard the Third van William Shakespeare.
- De spookverschijning aan het banket en de drie voorspellende heksen zijn verwijzingen naar Shakespeares Macbeth terwijl de heksen in het script de namen van de dochters van King Lear dragen.
- De aftiteling gaat "op volgorde van prioriteit".

### Born to be King
Uitgezonden op 22 juni 1983

#### Verhaal
In 1486 vertrekt koning Richard IV op kruistocht tegen de Turken. Harry zal zolang regent zijn. Edmund ruikt nu een kans voor wat "echte macht", maar een jaar later blijkt hij niet verder gekomen dan het hoeden van schapen, en dan nog met beperkt succes.
Op 6 november, het feest van St. Leonardus, zal de koning thuiskomen. Harry zal de officiële zaken waarnemen terwijl Edmund opdracht krijgt de feestelijkheden te regelen. Harry verheugt zich al op Morris Dancers, eunuchs en vrouwen met baarden. Edmund zit al snel met de handen in het haar, want de eunuchs hebben afgezegd, de enige bebaarde vrouw heeft zich geschoren en Edmund zelf heeft een afkeer van morris dancers. Uit wanhoop geeft hij Baldrick opdracht om voor vrouw met baard te spelen en huurt hij "de Springende Joden van Jeruzalem" (die wat op een neer springen) en Jerry Meriwether en Zijn Vier Kippen. Harry had echter extra gehoopt op eunuchs omdat de eregast, opperbevelhebber Dougal McAngus (Alex Norton), er dol op is.
McAngus komt kort daarna aan en Harry heeft opdracht gekregen hem als beloning te schenken wat hij wil. McAngus vraagt om de Schotse domeinen van Edmund, waarop Edmund een moordcomplot begint te beramen. Baldrick stelt hem voor om McAngus in de loop van een kanon te laten kijken en dan te vuren. Edmund komt echter op het idee om misbruik te maken van het toneelstuk "De Dood van de Farao" door McAngus erin mee te laten doen (de titel veranderend in "De Dood van de Schot"), en de toneeldolken door echte te vervangen. Vlak voor het stuk blijkt McAngus echter te beschikken over brieven die aantonen dat Harry mogelijk een bastaard is. Edmund improviseert snel en redt McAngus.
Uit de genoemde briefwisseling blijkt dat koningin Gertrude jaren geleden overspel pleegde met McAngus' vader. Bovendien beweert McAngus dat de koning niet meer gezien is sinds hij in zijn eentje, bewapend met een fruitmes, in Constantinopel kwam vast te zitten. Vol zelfvertrouwen eist Edmund de troon op, totdat de koning plotseling binnenkomt. Tot overmaat van ramp blijken de brieven niet negen maanden voor Harry's geboorte geschreven, maar voor die van Edmund. Edmund werpt de brieven snel in de haard, maakt McAngus uit voor leugenaar en daagt hem uit voor een duel. Hij is echter geen partij voor de Schotse krijger en kan zijn leven enkel afkopen door McAngus al zijn pruiken te beloven. Later, vlak voor McAngus vertrek laat Edmund hem echter een kanon zien en gebeurt er een "vreselijk ongeluk".

#### Trivia
- Dit is een herschreven versie van de pilotaflevering.
- De aftiteling is op volgorde van geografie. Zo wordt Baldrick "Bachelor of the Parish of Chigwell" genoemd.
- Edmund heeft Schotse bezittingen, waaronder Edinburgh. Ook wordt zijn vader in de aftiteling Richard XII van Schotland genoemd. In werkelijkheid was Schotland in de vijftiende eeuw onafhankelijk van Engeland.
- Edmunds moeder Gertrude wordt in de aftiteling koningin van Vlaanderen genoemd, terwijl Vlaanderen een graafschap was.

### The Archbishop
Uitgezonden op 29 juni 1983

#### Verhaal
Het is november 1487. De stervende hertog van Winchester laat zijn land na aan de kerk, waarop koning Richard IV voor de derde keer dit jaar de aartsbisschop van Canterbury laat vermoorden. Edmund hoopt dat Harry tot aartsbisschop benoemd zal worden en uiteindelijk ook vermoord zal worden. De koning benoemt Edmund echter en waarschuwt Edmund met gruwelijke dreigementen.
Als Lord Graveney op sterven ligt, overtuigt de bisschop van Londen hem ervan zijn land na te laten aan de kerk. Lord Graveney is bang om in de hel te komen; hij heeft immers zijn vader vermoord en incest gepleegd met zijn moeder. Edmund, wiens leven nu aan een zijden draadje hangt, overtuigt Graveney ervan dat de hel voor zo'n walgelijke zondaar helemaal niet zo vreselijk is en dat hij de hemel saai zou vinden, waarop Graveney zijn land toch aan de kroon nalaat.
Als de koning tijdens zijn diner met de koningin blij uitspreekt dat hij nooit zal hoeven uitroepen dat de aartsbisschop dood moet, horen twee ridders (David Delve en Bill Wallis) hem. De twee begrijpen het gesprek verkeerd en denken dat de koning Edmund dood wil hebben, waarop ze meteen op weg gaan. Ze vallen binnen (terwijl Edmund, monnik Baldrick en bisschop Percy overlegden hoe ze winst konden maken middels aflaten, vloeken en vervalste relikwieën). Het trio vlucht het naburig klooster in en vermomt zich als nonnen. Hierop wordt Edmund tot zijn vreugde geëxcommuniceerd.

#### Trivia
- De moorden op de aartsbisschoppen zijn een verwijzing naar aartsbisschop Thomas Becket die in 1170 werd vermoord na een conflict met Hendrik II van Engeland.
- Een van de twee ridders wordt gespeeld door Bill Wallis, die ook gastrollen had in Blackadder II en Blackadder Goes Forth.
- De ridders zien eruit als Tempeliers, hoewel die orde in 1312 ontbonden werd.
- Baldrick heeft het over een kuisheidsgordel van chocolade, die in 1487 nog onbekend was.
- Tussen Baldricks valse relieken zitten ook borsten van Jeanne d'Arc, die pas in 1920 heilig verklaard werd.
- De aftiteling gaat op "volgorde van ontzag", met vermelding van alle religieuze titels.

### The Queen of Spain's Beard
Uitgezonden op 6 juli 1983

#### Verhaal
In 1492 is blijkbaar heel Europa in oorlog. Om zijn bondgenootschap met Spanje te versterken wil de koning dat Harry met de Spaanse infante trouwt, maar Harry is al verloofd met vele andere prinsessen en edelvrouwen (en een prins) zodat Edmund de eer ten deel valt. Edmund is euforisch, totdat blijkt dat de infante (Miriam Margoyles) een lelijke, dikke vrouw is, die tot overmaat van ramp meteen smoorverliefd op hem wordt. In de hoop van haar af te komen probeert hij door middel van kleurrijke kleding de indruk te wekken homoseksueel te zijn, maar de infante meent dat hij speciaal voor haar Spaanse klederdracht draagt. Hierop probeert Edmund te trouwen met een ander. Percy regelt hiervoor ene Tally Applebottom (Jane Freeman). Dat ze al getrouwd blijkt hindert Edmund noch de (door Baldrick bedreigde) priester, totdat haar man bezwaar maakt met een grote zeis.
Tijdens de vrijgezellenavond beseft Edmund dat het huwelijk niet door kan gaan als de infante geen maagd meer is, en stuurt hij Baldrick haar slaapkamer in. De koning wist echter al dat de infante allang geen maagd meer was, en neemt er genoegen mee dat alleen Edmund nog onbevlekt is.
De volgende ochtend vindt de ceremonie plaats. Het huwelijk wordt echter op het nippertje afgeblazen als blijkt dat Spanje voor de Franse zijde gekozen heeft en alleen een verbond met Hongarije de redding brengen kan. Edmunds nieuwe bruid, Leia van Hongarije (Natasha King), blijkt niet ouder dan een jaar of acht te zijn. Edmund moet zijn echtgenote 's avonds voorlezen.

#### Trivia
- Miriam Margoyles had in latere jaren ook nog gastrollen in Blackadder. Ook Jim Broadbent, die haar tolk Don Speekingleesh speelt, verscheen later nog.
- Broadbent verklaarde in de documentaire Blackadder: The Whole Rotten Saga dat hij niet had onderzocht hoe een Spaans accent klonk en daarom snel een verzonnen accent uit zijn mouw schudde.
- In de aftiteling staan de acteurs op "minzame volgorde".

### Witchsmeller Pursuivant
Uitgezonden op 13 juli 1983

#### Verhaal
In 1495 breekt er weer een pestepidemie uit. Koning Richard IV raakt besmet en wordt agressiever dan ooit, waarop Harry tijdelijk regent wordt. De Privy Council concludeert dat er hekserij achter de epidemie steekt en roept de hulp in van de Heksenjager Persevant (Frank Finlay). Wanneer Edmund "incognito" in het boerendorp gaat kijken trekt hij onbewust de aandacht van de heksenjager. Later, in het kasteel, neemt de heksenjager een test af bij Edmund: geblinddoekt moet hij kiezen tussen een crucifix en een dolk. Als hij de dolk kiest, is hij schuldig. De heksenjager verwisselt de dolk en het crucifix echter zodat Edmund voor de rechtbank gedaagd wordt.
Percy en Baldrick trachten Edmund te verdedigen, en worden hierop zelf ook aangeklaagd. De heksenjager gebruikt alles wat Edmund zegt tegen hem. Zijn kat Bubbles zou eigenlijk Beëlzebubbles heten en zou bloed drinken (omdat Edmund sprak over "bloody milk" ("melk, verdomme")). Edmunds paard Zwarte Satijn wordt ook ondervraagd. De volgende dag roept de heksenjager een oude vrouw (Barbara Miller) als getuige op, en beweert dat hij haar zwanger zou hebben gemaakt, waarop zij een poedel baarde. Een ontsnappingspoging mislukt en het trio wordt tot de brandstapel veroordeeld. De enige hulp die van Edmunds moeder komt is een pop.
De volgende dag worden ze vastgebonden voor de verbranding, maar de pop, die verrassend veel op de heksenjager lijkt, valt in het vuur, waarop de heksenjager zelf in brand vliegt en sterft. Harry ziet dit als een wonderteken en spreekt het drietal vrij. Ondertussen is de koning ook weer genezen. Maar niemand, behalve Edmunds vrouw Leia, beseft dat de koningin dus eigenlijk zelf een heks is.

#### Trivia
- Bij zijn arrestatie noemt Edmund zijn broer niet Harry maar Henry (zo heette hij ook in de pilot).
- In de aftiteling staan de acteurs op volgorde van "witchiness" ("heksigheid").

### The Black Seal
Uitgezonden op 20 juli 1983

#### Verhaal
Op 29 januari 1498 beloont koning Richard IV zijn oudste zoon Harry met meerdere eervolle titels. Daarnaast "beloont" hij Edmund door hem de last van zijn titel van hertog van Edinburgh af te nemen. Voor Edmund is de maat vol: hij ontslaat Baldrick en Percy en vertrekt om plannen te maken om de troon over te nemen. Met een gepensioneerde Morris dancer als gezelschap verzamelt hij de zes slechtste mannen van heel Engeland: Sir Wilfred Death (John Hallam), Drievingerige Pete (Roger Sloman), Guy de Glastonbury (Patrick Malahide), Sean de Ierse Bastaard (Ron Cook), Broeder Bellows (Paul Brooke) en de dwerg Jack Large (Big Mick). Wanneer de tijd rijp is, zal hij een zwartharige boodschapper naar hen toe sturen en zullen ze de macht grijpen.
Zodra ze weer uit elkaar zijn, blijkt de Morris dancer echter Edmunds oude aartsvijand Philip van Bourgondië (Patrick Allen), alias de Havik, te zijn. Hij sluit Edmund op in een kerker om hem op te laten eten door slakken, met verder alleen gezelschap van een krankzinnige gevangene (Rik Mayall). Na ongeveer een jaar vastgezeten te hebben blijkt dat de gek van zijn tanden een sleutel had gemaakt en ontsnapt Edmund hiermee. Edmund verstuurt hierop vijf zwarte postduiven en een zwarte kip om zijn medesamenzweerders op te roepen.
Met zijn zevenen nemen zij de Havik gevangen. Als Edmund echter spottend opmerkt hoe laag en slecht de Havik is lopen de anderen spontaan naar zijn vijand over. De zeven schurken maken zich klaar om de koninklijke familie uit te moorden, Edmund achterlatend in een martelwerktuig. Het plan van de Havik mislukt echter als Baldrick en Percy hen vergiftigde wijn toedienen.
Als Edmund op zijn sterfbed ligt, brengt het hof een dronk uit op Edmund (of zoals zijn vader hem noemt: "Edgar, the Black Dagger"). Percy heeft echter in zijn domheid het hele wijnvat vergiftigd, zodat vrijwel het hele hof ter plekke sterft. Een verbaasde Edmund proeft van de wijn en wil zichzelf alsnog tot koning van Engeland benoemen, maar sterft dan zelf ook, midden in een zin. Pas na de aftiteling komen Baldrick en Percy binnenrennen om iedereen te waarschuwen voor de giftige wijn.

#### Trivia
- Als Edmund echt een jaar gevangen zat moet de regering van Richard IV tot 1499 geduurd hebben, en niet tot 1498.
- Rik Mayall speelde de rol van Mad Gerald, maar de aftiteling vermeldde dat Mad Gerald zichzelf speelde.
- Patrick Allen, die de Havik speelde, deed ook de voice-over.
- De acteurs worden vermeld in "volgorde van verdwijning". Percy wordt "Percy the Poisoner" genoemd.

Media: Afleveringen · The Black Adder · Blackadder II · Blackadder the Third · Blackadder Goes Forth · speciale afleveringen

Personages: Blackadder · Baldrick · overig